# コールホーフェン F.K.50
コールホーフェン F.K.50
- 用途：軽輸送機
- 設計者：フリッツ・コールホーフェン
- 製造者：コールホーフェン
- 運用者：Alpar, Schweizerische Luftverkehrs AG
- 初飛行：1935年9月18日
- 生産数：3
- 運用開始：1935年
- 退役：1962年
- ユニットコスト：Sfr 93,600

コールホーフェン F.K.50 (Koolhoven F.K.50) は1930年代にオランダのコールホーフェン社によって製造された8人の乗客を運ぶ軽輸送機である。

## 概要
スイスの航空会社であるSwiss Alparの国内線向けの軽量輸送機の要求に従って設計された機体で、支柱で支えられた片持ち式高翼単葉機で幅広の固定式尾輪式降着装置、それに通常の単一の垂直尾翼と方向舵を持っていた。エンジンはプラット・アンド・ホイットニー R-985双発である。
最初に製作された機体の初飛行は1935年9月18日であった。続く2番目の機体は1936年3月に飛行した。1938年に製作された3番目の機体は2枚の垂直尾翼を持つよう再設計されていた。爆撃機型のF.K.50Bも提案されていたが実現しなかった。
主にスイス国内やリヨン、マルセイユに向かう路線で定期運行され時にはチャーター便としてパリやロンドンに姿を見せる時もあった。最後の1機は1962年にクラッシュするまで稼動していた。

## 派生型
F.K.50
生産型。3機製造（うち2機は単尾翼、1機は双尾翼）。
F.K.50B
提案されていた爆撃機型、生産されず。

## 運用者
スイス
Swiss Alpar

## 要目 (F.K.50)
The Illustrated Encyclopedia of Aircraft (Part Work 1982-1985). Orbis Publishing. pp. 2260.
- 乗員：2 名
- 乗客：8 名
- 全長：14.30 m (46 ft 11 in)
- 翼幅.：17.70 m (58 ft 0¾ in)
- 全備重量：4250 kg (9369 lb)
- エンジン：2 × プラット・アンド・ホイットニー R-985 TB 星型エンジン、各303 kW (406 hp)
- 最大速度：295 km/h (183 mph)

## References
- Taylor, Michael J. H. (1989). Jane's Encyclopedia of Aviation. London: Studio Editions
- The Illustrated Encyclopedia of Aircraft (Part Work 1982-1985). Orbis Publishing. pp. 2260